# Wladimir Michailowitsch Melanin

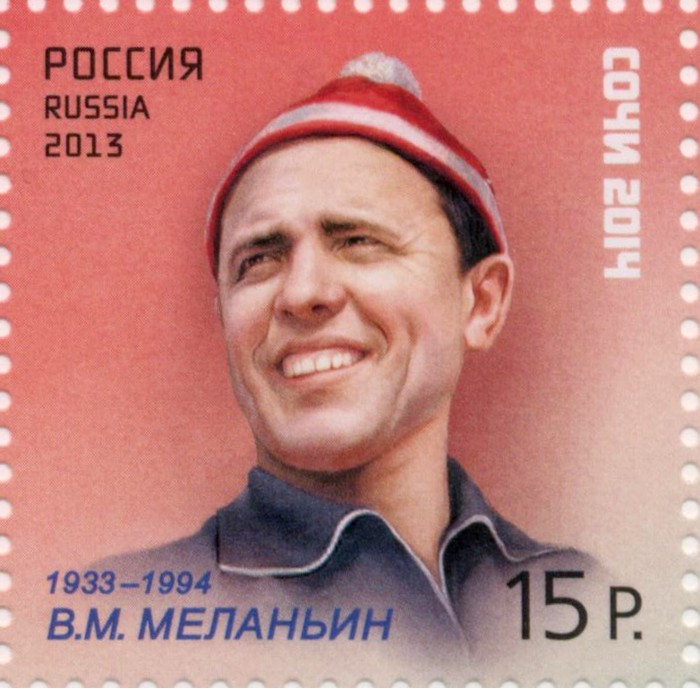
Wladimir Michailowitsch Melanin

Wladimir Michailowitsch Melanin (russisch Владимир Михайлович Меланьин; * 1. Dezember 1933; † 10. August 1994 in Kirow) war ein russischer Biathlet.
1964 wurde der für die Sowjetunion startende Melanin bei den Olympischen Winterspielen in Innsbruck Olympiasieger über die 20 Kilometer im Biathlon, dem damals einzigen Einzelwettkampf in dieser Disziplin. Er siegte vor seinem Landsmann Alexander Priwalow und dem Norweger Olav Jordet. Außerdem gewann Melanin bei den Biathlon-Weltmeisterschaften von 1959, 1962 und 1963 jeweils die Goldmedaille über 20 Kilometer sowie 1959, 1962 und 1963 mit der Staffel. 1965 gewann er nochmals Staffelsilber. Bis heute gehört Melanin zu den zehn erfolgreichsten männlichen Biathlonsportlern bei Weltmeisterschaften.